# رون يوان
رون يوان (بالإنجليزية: Ron Yuan)‏ هو ممثل أمريكي، ولد في 20 فبراير 1973 بنيويورك في الولايات المتحدة.

## وصلات خارجية
- رون يوان على موقع IMDb (الإنجليزية)
- رون يوان على موقع قاعدة بيانات الأفلام السويدية (السويدية)
- رون يوان على موقع قاعدة بيانات الفيلم (الإنجليزية)